# Pizzasatsen

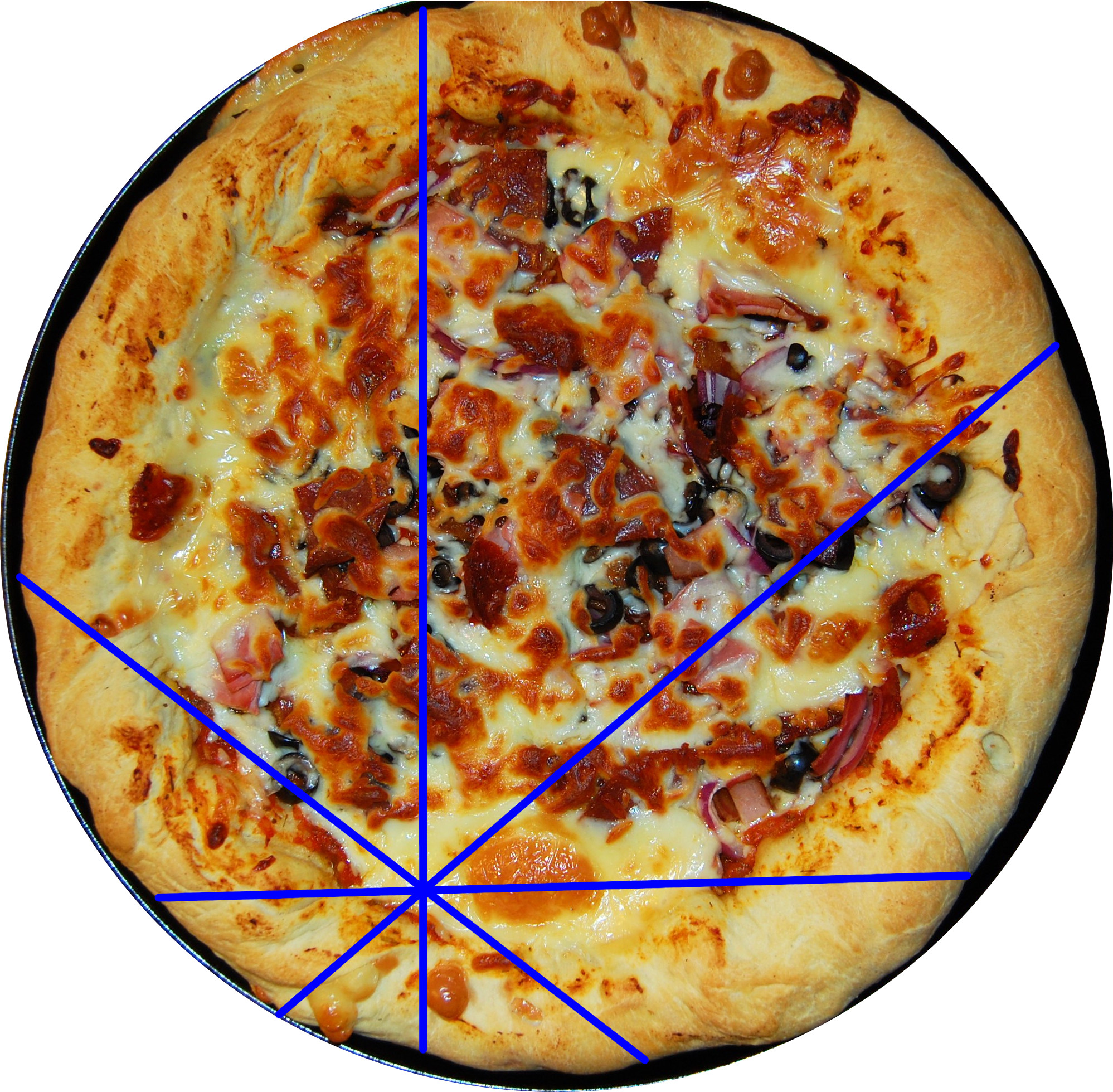
Figur 1. Om pizzan på bilden delas längs de blå linjerna och två personer tar varannan "slice", får de lika mycket – om pizzan är jämntjock och perfekt cirkulär. Om skärningspunkten ligger på "innanmätet" och detta bildar en cirkel, får de dessutom lika mycket kant.

Figur 4. är en godtykligt vald linje som skär cirkeln. är normalen till genom den godtyckligt valda punkten mellan och.

Figur 5. Pizza med köttfärssås (?) och ägg delad i åtta bitar för två personer. Om snittens skärningspunkt, som i den blå delningen, ligger inom äggets cirkulära (och jämntjocka!) gula får båda lika mycket gula. Ägget som sådant är också cirkulärt så båda får lika mycket ägg, och eftersom båda fick lika mycket gula får de också lika mycket vita. Eftersom fyllningen är cirkulär får båda lika mycket fyllning och eftersom båda fått lika mycket ägg, får de också lika mycket köttfärs. Slutligen: Eftersom hela pizzan är cirkulär och båda fått lika mycket fyllning, får de också lika mycket kant. Den röda delningens skärningspunkt ligger utanför ägget, vilket leder till att detta delas orättvist (men de får lika mycket fyllning, oavsett innehåll, eftersom skärningspunkten ligger på köttfärsen, och därmed lika mycket kant).

Pizzasatsen är en plangeometrisk sats som säger att en cirkulär yta, "pizza", kan delas med rätlinjiga snitt genom en och samma valfria punkt (inom cirkeln – "på pizzan"), så att ytan av de delar som uppstår vid delningen kan fördelas lika mellan {\displaystyle n} "personer" om:
- antalet snitt är lika med {\displaystyle 2n} (vilket resulterar i {\displaystyle 4n} bitar, det vill säga fyra bitar per person) eller en heltalsmultipel av {\displaystyle 2n}
- vinkeln mellan två intilliggande snitt är {\displaystyle \pi /2n=90^{\circ }/n}[2] (vilket innebär fyra snitt med 45° vinkel för två personer, sex snitt med 30° vinkel för tre personer etcetera)
- varje "person" tar en bit var i turordning runt "pizzan" – den förste tar en valfri bit, den andre tar en bit som ligger intill den som den förste tog, den tredje (eller om det bara är två som skall dela pizzan, den förste igen) tar biten som ligger intill den som den andre tog, etcetera... (varje person erhåller fyra bitar, "slices", som ytmässigt är sammanlagt lika stora som de någon annan fått)

## Historik
"Pizzasatsen" publicerades ursprungligen som ett problem i Mathematical Magazine 1967 av L-J. Upton och en lösning av Michael Goldberg publicerades i samma tidskrift 1968.

Figur 2. Pizza delad i åtta bitar för två personer. De gula bitarna har totalt samma yta som de violetta.
Figur 3. Pizza delad i tolv bitar för tre personer. De gula bitarna har totalt samma yta som de röda eller blå.

## Bevis
Nedan ges ett generellt bevis för {\displaystyle n} personer:
Betrakta "pizzan" med medelpunkt i {\displaystyle O} och radien {\displaystyle r} i figur 4. De röda linjerna {\displaystyle {\overline {AC}}} och {\displaystyle {\overline {BD}}} skär varandra i rät vinkel i punkten {\displaystyle P} De blå linjerna genom {\displaystyle O} är parallella med {\displaystyle {\overline {AC}}} respektive {\displaystyle {\overline {BD}}} och skär dessa linjer rätvinkligt i {\displaystyle M} respektive {\displaystyle N}. Sätt {\displaystyle a=|{\overline {AP}}|}, {\displaystyle b=|{\overline {BP}}|}, {\displaystyle c=|{\overline {CP}}|} och {\displaystyle d=|{\overline {DP}}|}. Då ger Pythagoras sats att:
{\displaystyle r^{2}=|{\overline {OM}}|^{2}+|{\overline {MC}}|^{2}=|{\overline {NP}}|^{2}+|{\overline {MC}}|^{2}=\left({\frac {b-d}{2}}\right)^{2}+\left({\frac {c+a}{2}}\right)^{2}} och
{\displaystyle r^{2}=|{\overline {ON}}|^{2}+|{\overline {NB}}|^{2}=|{\overline {MP}}|^{2}+|{\overline {NB}}|^{2}=\left({\frac {c-a}{2}}\right)^{2}+\left({\frac {b+d}{2}}\right)^{2}}
Adderar man dessa två får man:
{\displaystyle 2r^{2}=\left({\frac {b-d}{2}}\right)^{2}+\left({\frac {c+a}{2}}\right)^{2}+\left({\frac {c-a}{2}}\right)^{2}+\left({\frac {b+d}{2}}\right)^{2}=}{\displaystyle {\frac {2a^{2}+2b^{2}+2c^{2}+2d^{2}-2bd+2ca-2ca+2bd}{4}}={\frac {a^{2}+b^{2}+c^{2}+d^{2}}{2}}}
Om man vrider det röda "korset" kring {\displaystyle P} förändras armarnas längder, men förhållandet ovan att summan av kvadraterna på dessa är konstant ({\displaystyle 4r^{2}}) gäller i alla lägen. Man bör därför anse {\displaystyle a}, {\displaystyle b}, {\displaystyle c} och {\displaystyle d} som funktioner, {\displaystyle a(\theta )} etcetera, av vridningsvinkeln {\displaystyle \theta } snarare än fixa värden och således skriva:
{\displaystyle 2r^{2}={\frac {(a(\theta ))^{2}+(b(\theta ))^{2}+(c(\theta ))^{2}+(d(\theta ))^{2}}{2}}}
Eftersom varje "pizzaslice" har vinkeln {\displaystyle {\frac {\pi }{2n}}} i {\displaystyle P} och varje person tar var n:te bit kommer de fyra delar som samme person får att begränsas av snitt med vinklarna:
{\displaystyle 0} och {\displaystyle {\frac {\pi }{2n}}}
{\displaystyle {\frac {n\cdot \pi }{2n}}={\frac {\pi }{2}}} och {\displaystyle {\frac {(n+1)\cdot \pi }{2n}}={\frac {\pi }{2}}+{\frac {\pi }{2n}}}
{\displaystyle {\frac {2n\cdot \pi }{2n}}=\pi } och {\displaystyle {\frac {(2n+1)\cdot \pi }{2n}}=\pi +{\frac {\pi }{2n}}} samt
{\displaystyle {\frac {3n\cdot \pi }{2n}}={\frac {3\pi }{2}}} och {\displaystyle {\frac {(3n+1)\cdot \pi }{2n}}={\frac {3\pi }{2}}+{\frac {\pi }{2n}}}
i förhållande till det första snittet. Men de två övre paren motsvarar samma snitt som de två undre och snitten är parvis inbördes vinkelräta, det vill säga utgörs av två stycken kors liknande det i figur 4 vridna {\displaystyle {\frac {\pi }{2n}}} kring {\displaystyle P} i förhållande till varandra.
Arean av en "slice" kan beräknas genom att integrera trianglar med avståndet från {\displaystyle P} längs en rät linje till pizzakanten som bas över vinkeln i {\displaystyle P}, nedan kallad {\displaystyle \theta }, på ett motsvarande sätt som man beräknar arean av en cirkel med integration, med den skilladen att avståndet är en funktion av {\displaystyle \theta } och inte en konstant radie. Om denna funktion kallas {\displaystyle f(\theta )} blir arean av en "slice" (från {\displaystyle \theta =\phi } till {\displaystyle \theta =\phi +{\frac {\pi }{2n}}}) lika med:
{\displaystyle \int _{\phi }^{\phi +{\frac {\pi }{2n}}}{\frac {1}{2}}(f(\theta ))^{2}d\theta } och den sammanlagda arean av de fyra delar som samme person får blir då:
{\displaystyle \int _{\phi }^{\phi +{\frac {\pi }{2n}}}{\frac {1}{2}}\left((f(\theta ))^{2}+(f(\theta +{\frac {\pi }{2}}))^{2}+(f(\theta +\pi ))^{2}+(f(\theta +{\frac {3\pi }{2}}))^{2}\right)d\theta }.
Men ovan visades ju att om {\displaystyle f({\theta })=a(\theta )}, så är {\displaystyle f(\theta +{\frac {3\pi }{2}})=b(\theta )}, {\displaystyle f(\theta +\pi )=c(\theta )} och {\displaystyle f(\theta +{\frac {\pi }{2}})=d(\theta )} och då {\displaystyle {\frac {(a(\theta ))^{2}+(b(\theta ))^{2}+(c(\theta ))^{2}+(d(\theta ))^{2}}{2}}=2r^{2}}, det vill säga är konstant, blir den totala arean av de delar personen får:
{\displaystyle \int _{\phi }^{\phi +{\frac {\pi }{2n}}}2r^{2}d\theta =\left[2r^{2}\theta \right]_{\phi }^{\phi +{\frac {\pi }{2n}}}=2r^{2}\cdot (\phi +{\frac {\pi }{2n}}-\phi )={\frac {2r^{2}\pi }{2n}}={\frac {\pi r^{2}}{n}}={\frac {Cirkelns\ area}{n}}\quad } Q.E.D.